# Vlastimil Kopecký
Vlastimil Kopecký (Vilémov, 1912. október 14. – Hlinsko, 1967. július 30.) világbajnoki ezüstérmes csehszlovák válogatott labdarúgó.
A csehszlovák válogatott tagjaként részt vett az 1934-es és az 1938-as világbajnokságon.

## Sikerei, díjai
Slavia Praha
- Csehszlovák bajnok (7): 1932–33, 1933–34, 1934–35, 1936–37, 1939–40, 1940–41, 1941–42, 1942–43, 1946–47, 1948
- Közép-európai kupa győztes (1): 1938

Csehszlovákia
- Világbajnoki döntős (1): 1934